# ジャン・カルニチニク
ジャン・カルニチニク（Žan Karničnik、1994年9月18日 - ）は、スロベニア・スロヴェニ・グラデツ出身のサッカー選手。PFCルドゴレツ・ラズグラド所属。ポジションはDF。スロベニア代表。

## クラブ経歴
アマチュアクラブでキャリアをスタートさせ、2017年にNKマリボルのBチームからNSムラに加入した。
2022年1月15日、ブルガリア・ファーストリーグのPFCルドゴレツ・ラズグラドに移籍し、2年半契約を交わした。

## 代表経歴
2021年10月8日、2022 FIFAワールドカップ・予選のマルタ代表戦にて先発フル出場したことでスロベニア代表デビューを果たした。
UEFA EURO 2024に選出